# Codice Taihō
Il codice Taihō (大宝律令?, Taihō-ritsuryō) fu un antico codice di leggi comprendente sia il codice penale (律?, ritsu) che il codice amministrativo (令?, ryō) e fu promulgato in Giappone nell'anno 701. Ha dato il nome all'era del Giappone (年号?, nengō, letteralmente nome dell'anno) in cui fu promulgato, l'era Taihō (letteralmente grande tesoro, riferito proprio al codice), che comprende gli anni dal 701 al 704, durante il regno dell'imperatore Monmu, verso la fine del periodo Asuka.

## Contenuto
Il codice Taihō sarebbe stato modificato più volte nel corso dei secoli, ma fu alla base del sistema di governo giapponese fino al XIX secolo. Fu compilato prendendo spunto dai codici della dinastia Tang cinese entrati in vigore nei decenni precedenti, dei quali ricalcò la struttura e la maggior parte delle leggi, in particolare il codice di Yonghui (永徽律令?, Yonghui lu ling), emanato nel 651 dall'imperatore cinese Yonghui. Il codice Taihō fu comunque adattato alla realtà locale quando ad esempio le usanze della tradizione giapponese erano in antitesi con le leggi emanate in Cina. Era composto da 11 volumi riguardanti l'amministrazione (ryō) e 6 riguardanti il diritto penale (ritsu). Tra coloro che lo compilarono vi furono Fujiwara no Fubito e Awata no Mabito; dopo la promulgazione furono inviati degli esperti in tutte le province per spiegarne il funzionamento e controllarne l'applicazione. Grande importanza ebbe la prima revisione del codice Taihō, il codice Yōrō (養老律令?, Yōrō-ritsuryō) compilato nell'era Yōrō (717-724), terminato nel 718 ma entrato in vigore solo nel 757. Mentre il codice Taihō è andato perduto, buona parte del codice Yōrō fu tramandato e riscritto ed è stato spesso chiamato Taihō.

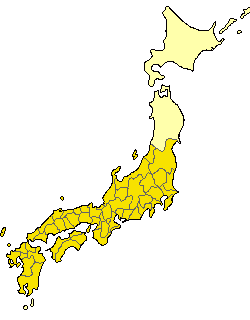
Mappa che ipotizza la distribuzione delle province giapponesi con l'emanazione del codice Taihō nel 701

Dalla consultazione del codice Yōrō si è dedotto che il codice Taihō comprendesse una nuova riorganizzazione dello Stato con l'introduzione di nuovi organi amministrativi del governo centrale e la riorganizzazione delle province (kuni), stabilendo che i governatori (kokushi) fossero nominati dal governo centrale, dei distretti (gun o kōri), con i nuovi governatori (gunji) scelti tra l'aristocrazia locale, e delle municipalità, con i loro nuovi capi. In questo ambito, il codice rappresentò un miglioramento della precedente riorganizzazione degli enti locali compresa nella riforma Taika promulgata all'indomani del colpo di Stato del 645 che aveva posto fine all'egemonia del clan Soga.

## Storia
La riforma Taika era stato il primo passo per la creazione di una legislazione nazionale al di fuori del controllo dei clan che avevano egemonizzato il potere alla corte dell'imperatore prima del colpo di Stato del 645. In precedenza erano stati stabiliti contatti con l'Impero cinese, che già disponeva di una forte burocrazia centralizzata secondo i codici emanati durante le dinastie Sui e Tang, ma l'applicazione di tali principi in Giappone era ostacolata dalle resistenze dei clan egemoni. Con la riforma Taika iniziò quindi il processo di formulazione di nuove leggi tendenti a creare un governo centralizzato secondo il modello cinese e da quel momento si iniziò a progettare per la prima volta dei codici, inizialmente riguardanti i soli aspetti amministrativi.
Il primo codice giapponese di cui si abbia notizia, malgrado a sua volta sia andato perduto, fu il codice Ōmi-ryō promulgato nel 662 durante il regno dell'imperatore Tenji. Era composto da 22 volumi riguardanti l'amministrazione. Durante il regno dell'imperatore Tenmu (672-686) fu preparata la revisione del codice Ōmi-ryō insieme a nuove leggi di diritto penale. La revisione fu distribuita negli uffici governativi solo nel 689. Il codice Taihō del 701 fu quindi il primo codice giapponese ritsuryō che comprendesse sia il codice penale (ritsu) che quello amministrativo (ryō).
In effetti anche il successivo codice Yōrō promulgato nel 757, durante il periodo Nara, è andato perduto ma la sua parte amministrativa fu riscritta nel commentario Ryō no Gige dell'833 e nell'analogo e più esauriente Ryō no Shūge del 920. Queste opere comprendono anche le molte revisioni dei codici e i commentari ad esse relative pubblicati nel frattempo, le cui identificazioni cronologiche sono però di difficile interpretazione. Da queste revisioni appare che mentre le disposizioni di natura penale e religiosa si fossero mantenute abbastanza fedeli alle fonti cinesi da cui provenivano, quelle di natura amministrativa subirono profondi cambiamenti per adattarsi alla realtà giapponese. Per quanto riguarda la suddivisione territoriale risulta che all'inizio del IX secolo vi fossero in Giappone 66 province e 592 distretti. Nei secoli successivi molti furono i nuovi codici e le revisioni che alterarono profondamente quanto espresso nel codice Taihō, la cui struttura rimase comunque parte integrante dei nuovi codici fino ai grandi cambiamenti dell'era Meiji nel XIX secolo.